# Zalužice
Zalužice (in ungherese Zalacska) è un comune della Slovacchia facente parte del distretto di Michalovce, nella regione di Košice.